# Đại học Odessa
Đại học Quốc gia I.I. Mechnikov Odessa (tiếng Ukraina: Одеський національний університет імені І.І. Мечникова; tiếng Nga: Одесский национальный университет имени И.И. Мечникова), tọa lạc ở Odessa, Ukraina là một trong những trường đại học chính của Ukraina. Trường được thành lập năm 1865 bằng một chỉ dụ của Sa hoàng Aleksandr II, tổ chức lại Richelieu Lycée of Odessa thành Đại học Đế quốc Novorossiya mới.